# 猶太聖殿稅
猶太聖殿稅是古代以色列人和利未人所缴纳的用于维护犹太圣殿的税，折合半个谢克尔，基督教《新约圣经》中有关于缴纳该税的内容，即从鱼口得税银。亞倫子孫通常可以免税。在罗马帝国于公元70年摧毁耶路撒冷圣殿后，罗马将该税改为猶太人稅以修建罗马的朱庇特神庙。

## 相关作品
- 纳税银